# БИЧ-26
БИЧ-26 — проект сверхзвукового истребителя конструктора Бориса Черановского, разработанный в 1948 году.

## Конструкция
Самолёт предполагалось изготовить по схеме «летающее крыло». Крыло самолёта имело небольшое удлинение и переменную стреловидность по передней кромке. В местах изменения стреловидности оно должно было иметь развитые зализы. До стадии реализации проект не дошёл.

## Расчётные характеристики
- Максимальная скорость — 1,7 Маха на высоте 7000 м;
- Двигатель — 2 × ТРД АМ-5;
- Тяга — 1500 кгс;
- Практический потолок — 22 км;
- Полётная масса — 4500 кг;
- Площадь крыла — 27,0 м².